# Doug Gjertsen
Douglas Seneca (Doug) Gjertsen (Phillipsburg (New Jersey), 31 juli 1967) is een Amerikaans zwemmer.

## Biografie
Gjertsen won tijdens de Olympische Zomerspelen van 1988 de gouden medaille op de 4×200 meter vrije slag in een wereldrecord. Gjertsen won tevens de gouden medaille medaille op de 4×100 meter vrije slag.
Zijn grootste succes individueel behaalde hij met winnen van de titel op de 200m vrije slag op de Pan-Pacifische kampioenschappen zwemmen 1989.

## Internationale toernooien
| Jaar | Olympische Spelen                                                     | Wereldkampioenschappen                                      | Pan-Pacifische                                                            |
| ---- | --------------------------------------------------------------------- | ----------------------------------------------------------- | ------------------------------------------------------------------------- |
| 1988 | 4x100m vrije slag · Gjertsen zwom enkel de series · 4x200m vrije slag |                                                             |                                                                           |
| 1989 |                                                                       |                                                             | 100m vrije slag · 200m vrije slag · 4x100m vrije slag · 4x200m vrije slag |
| 1990 |                                                                       |                                                             |                                                                           |
| 1991 |                                                                       | 12e 200m vrije slag · 4x100m vrije slag · 4x200m vrije slag |                                                                           |
| 1992 | 14e 200m vrije slag · 4x200m vrije slag                               |                                                             |                                                                           |

1908: Derbyshire, Radmilovic, Foster, Taylor ·
1912: Healy, Champion, Boardman, Hardwick ·
1920: McGillivray, Kealoha, Ross, Kahanamoku ·
1924: O'Connor, Glancy, Breyer, Weissmuller ·
1928: Clapp, Laufer, Kojac, Weissmuller ·
1932: Miyazaki, Yusa, Yokoyama, Toyoda ·
1936: Yusa, Sugiura, Taguchi, Arai ·
1948: Ris, McLane, Wolf, Smith ·
1952: Moore, Woolsey, Konno, McLane ·
1956: O'Halloran, Devitt, Rose, Henricks ·
1960: Harrison, Blick, Troy, Farrell ·
1964: Clark, Saari, Ilman, Schollander ·
1968: Nelson, Rerych, Spitz, Schollander ·
1972: Kinsella, Tyler, Genter, Spitz ·
1976: Bruner, Furniss, Naber, Montgomery ·
1980: Kopljakov, Salnikov, Stoekolkin, Krylov ·
1984: Heath, Larson, Float, Hayes ·
1988: Dalbey, Cetlinski, Gjertsen, Biondi ·
1992: Lepikov, Pysjnenko, Tajanovitsj, Sadovy ·
1996: Davis, Hudepohl, Schumacher, Berube ·
2000: Thorpe, Klim, Pearson, Kirby ·
2004: Phelps, Lochte, Vanderkaay, Keller ·
2008: Phelps, Lochte, Berens, Vanderkaay ·
2012: Lochte, Dwyer, Berens, Phelps ·
2016: Dwyer, Haas, Lochte, Phelps ·
2020: Dean, Guy, Richards, Scott ·
2024: Guy, Dean, Richards, Scott